# Avraham B. Jehošua
Avraham B. („Buli“) Jehošua (hebrejsky: א.ב. יהושע‎, v anglickém přepisu též Abraham B. Yehoshua, literárním pseudonymem A. B. Jehošua; 19. prosince 1936 Jeruzalém – 14. června 2022 Tel Aviv) byl izraelský spisovatel, esejista a dramatik.

## Biografie
Narodil se do rodiny sefardských Židů, žijících již pátou generací v Jeruzalémě. Dědeček z otcovy strany, Gabriel, se narodil roku 1875 do rodiny rabína v osmanské Soluni, ale již v roce 1877 jeho rodina přesídlila do Jeruzaléma. Tam se v roce 1905 narodil i Avrahamův otec Ja'akov Jehošua, učenec a spisovatel, zabývající se dějinami Jeruzaléma. V roce 1932 se oženil s marockou imigrantkou Malkou Rosilio, která se v témže[ujasnit] usídlila v mandátní Palestině. Avraham později studoval na gymnáziu Rechavja a po nástupu na povinnou vojenskou službu v izraelské armádě sloužil v letech 1954 až 1957 u výsadkářů. Po službě v armádě vystudoval na Hebrejské univerzitě v Jeruzalémě literaturu a filosofii. Po studiu začal učit a žít v jeruzalémské čtvrti Neve Ša'anan.
V letech 1963 až 1967 žil a učil v Paříži, kde působil jako generální tajemník Světové unie židovských studentů. Od roce 1972 vyučoval srovnávací a hebrejskou literaturu na Haifské univerzitě, kde se stal profesorem. V roce 1975 byl spisovatelem působícím na univerzitě St. Cross College v Oxfordu. V roce 1977 byl hostujícím profesorem na Harvardově universitě, následně v letech 1988, 1997 a 2000 na Chicagské univerzitě a v roce 1992 na Princetonské univerzitě.
Byl ženatý a jeho manželka Rivka je klinická psycholožka a psychoanalytička. Společně mají dceru, dva syny a šest vnoučat.

## Spisovatelská kariéra
Psaní se začal věnovat již po ukončení své vojenské služby. První kniha povídek Mot ha-zaken (The Death of the Old Man) mu vyšla roku 1962. Stal se významnou postavou generace tzv. „nové vlny“ izraelských spisovatelů, kteří se od dřívějších spisovatelů odlišovali zaměřením na jedince a mezilidské vztahy, spíše než na skupinu. Mezi spisovatele, kteří ovlivnili jeho tvorbu Jehošua řadil Franze Kafku, Šmu'ela Josefa Agnona a Williama Faulknera. Harold Bloom ve svém článku pro deník The New York Times srovnává Jehošuu s Faulknerem a zmiňuje jej rovněž ve své knize The Western Canon.
Napsal devět románů, tři povídkové knihy, čtyři divadelní hry a čtyři sbírky esejí. Jeho nejvíce uznávaný román Pan Mani je multigeneračním pohledem na židovskou identitu a Izrael prostřednictvím pěti konverzací v průběhu století. Režisér Ram Loevy jej adaptoval na pětidílný televizní pořad. Jeho román Eš jedidutit se zaměřuje na izraelské rodinné vztahy. V dramatu, které se dějově odehrává mezi Izraelem a Tanzanií, Jehošua prozkoumával osobní smutek a hořkost. Jeho díla byla přeložena a vydána ve 28 zemích světa a řada z nich byla se dočkala filmové, televizní, divadelní či operní adaptace.

## Ocenění a pocty
- 1983: Brennerova cena
- 1986: Altermanova cena
- 1989: Bialikova cena za literaturu (společně s Avnerem Treininem)[8]
- 1995: Izraelská cena za hebrejskou literaturu[9]
- 2005: zařadil se na užší seznam kandidátů na Mezinárodní Man Bookerovu cenu
- 2006: jeho kniha Šlichuto šel ha-memune al maš'abej enoš získala Los Angeles Times Book Prize
- Ve Spojených státech amerických získal National Jewish Book Award a Koret Jewish Book Award
- Ve Spojeném království získal Jewish Quarterly-Wingate Literary Prize
- V Itálii obdržel cenu Grinzane Cavour Award, Flaiano Superprize, cenu Giovanniho Boccaccia Premio Viareggio za celoživotní dílo. V roce 2003 jeho román ha-Kala ha-mešachreret získal ocenění Premio Napoli a literární cenu Lampedusa. V roce 2008 získala jeho kniha Eš jedidutit ocenění Premio Roma.
- Je nositelem čestných doktorátů z řady univerzit: Hebrew Union College (1990), Telavivská univerzita (1998), Torino University (1999), Bar-Ilanova univerzita (2000).

## Politické názory
Jehošua byl horlivý a neúnavný aktivista izraelského mírového hnutí. Zúčastnil se podepsání Ženevské dohody[ujasnit] a své politické názory otevřeně prezentoval jak v esejích, tak v rozhovorech. Dlouhodobě kritizoval izraelskou okupaci Západního břehu Jordánu, ale také palestinské Araby.
Před izraelskými parlamentními volbami v roce 2009 mobilizoval společně s několika dalšími intelektuály ve prospěch levicové strany Nové hnutí (Merec).
Pro italský deník La Stampa uvedl, že již před izraelskou operací Lité olovo napsal výzvu obyvatelům Pásma Gazy, aby ukončili násilí páchané proti Izraeli. Dále vysvětlil proč byla izraelská operace nezbytná, ale rovněž proč musí rychle skončit. Uvedl, že zejména proto, že jsou Gazané našimi sousedy, musíme tuto operaci vést přiměřeně. Musíme se snažit dosáhnout příměří, jak jen to půjde. Budeme [s Gazany] vždy sousedé, a tak čím méně krve bude prolito, tím lepší budoucnost nás čeká. Dodal, že bude šťastný, pokud v rámci dohody o příměří dojde k opětovnému kompletnímu otevření hranic s Pásmem Gazy, včetně možnosti pro palestinské dělníky pracovat v Izraeli.

## Kontroverze
Jehošua byl kritizován americkou židovskou komunitou za své prohlášení, že plného židovského života lze dosáhnou pouze v židovském státě. Uvedl, že Židé kdekoli jinde si pouze hrají s judaismem.

## Citáty
| „                                                                                      | …[Diasporní Židé] mění [své] národnosti jako kabáty. Jednou byli Poláky a Rusy, dnes jsou Brity a Američany. Jednoho dne mohou zkusit být Číňany či Singapuřany (…) Pro mne, Avrahama Jehošuu, neexistuje alternativy (…) Nemohu udržet svou identitu mimo Izrael. To, že jsem Izraelcem je mou kůží, ne kabátem. | “ |
| — z projevu předneseném na úvodním panelu oslav stého výročí American Jewish Committee | |   |

## Díla vydaná v češtině
- Milenec (Příbram: Pistorius & Olšanská, 2008; v originále ha-Me'ahev, 1977),
- Pan Mani (Příbram: Pistorius & Olšanská, 2010; v originále Mar Mani, 1990),
- Cesta na konec tisíciletí: Příběh z dob středověku (Příbram: Pistorius & Olšanská, 2013; v originále Masa el tom ha-elef, 1997),
- Molcho (Příbram: Pistorius & Olšanská, 2012; v originále 1987).

## Další díla

### Romány
- Gerušim me'ucharim (1982),
- ha-Šiva me-Hodu (1994),
- ha-Kala ha-mešachreret (2001),
- Šlichuto šel ha-memune al maš'abej enoš (2004),
- Eš jedidutit (2007).

### Krátké povídky
- Bi-Thilat kajic (1970, 1972)
- Šloša jamim ve-jeled (1975)

### Eseje
- Bejn zechut li-zchut (1980)
- Kochah ha-nora šel ašama ketana (1998)
- Azure (jaro 2008).

### Divadelní hry
- Lajla be-maj (1975),
- Chafacim (1986),

#### Knihy
- Facing the Fires: Conversations with A. B. Yehoshua By: Bernard Horn. (Syracuse: University of Syracuse Press, 1998).

#### Články včasopisech
- Gershon Shaked Interviews A. B. Yehoshua By: Shaked, Gershon; Modern Hebrew Literature, 2006 Fall; 3: 157-69.
- A Haifa Life: The Israeli Novelist Talks about Ducking into His Safe Room, Competition among His Writer Friends and Trying to Stay Optimistic about Peace in the Middle East By: Solomon, Deborah; New York Times Magazine, 30 July 2006; 13.
- In the Back Yard of Agnon's House: Between The Liberated Bride by A. B. Yehoshua and S. Y. Agnon By: Ben-Dov, Nitza; Hebrew Studies: A Journal Devoted to Hebrew Language and Literature, 2006; 47: 237-51.
- Semantic Parameters of Vision Words in Hebrew and English By: Myhill, John; Languages in Contrast: International Journal for Contrastive Linguistics, 2006; 6 (2): 229-60.
- Talking with A. B. Yehoshua By: Naves, Elaine Kalman; Queen's Quarterly, 2005 Spring; 112 (1): 76-86.
- The Silence of the Historian and the Ingenuity of the Storyteller: Rabbi Amnon of Mayence and Esther Minna of Worms By: Yuval, Israel Jacob; Common Knowledge, 2003 Spring; 9 (2): 228-40.
- The Plot of Suicide in A. B. Yehoshua and Leo Tolstoy By: Horn, Bernard; European Legacy: Toward New Paradigms, 2001 Oct; 6 (5): 633-38.
- The Originary Scene, Sacrifice, and the Politics of Normalization in A. B. Yehoshua's Mr. Mani By: Katz, Adam; Anthropoetics: The Electronic Journal of Generative Anthropology, 2001 Fall-2002 Winter; 7 (2): 9 paragraphs.
- Borderline Cases: National Identity and Territorial Affinity in A. B. Yehoshua’s Mr. Mani By: Morahg, Gilead; AJS Review 30:1, 2006: 167-182.
- The Perils of Hybridity: Resisting the Post-Colonial Perspective in A. B. Yehoshua's The Liberating Bride By: Morahg, Gilead; AJS Review 33:2, 2009: 363-378.
- Portrait of the Artist as an Aging Scholar: A. B. Yehoshua’s The Liberating Bride By: Morahg, Gilead; Hebrew Studies 50, 2009: 175-183.
- Early Warnings: The Grim Vision of The Liberating Bride By: Morahg, Gilead; Mikan 10, 2010: 5-18.
- Totem and blindness in Israel 2001: Cultural selection procedures presented in A.B. Yehoshua's novel 'The Liberating Bride' by: Albeck-Gidron, Rachel, Mikan 2005 jan; 4: 5-19.

#### Články vknihách
- Not Quite Holocaust Fiction: A. B. Yehoshua's Mr. Mani and W. G. Sebald's The Emigrants By: Newton, Adam Zachary. IN: Hirsch and Kacandes, Teaching the Representation of the Holocaust. New York, NY: Modern Language Association of America; 2004. pp. 422–30
- Shading the Truth: A. B. Yehoshua's 'Facing the Forests' By: Morahg, Gilead. IN: Cutter and Jacobson, History and Literature: New Readings of Jewish Texts in Honor of Arnold J. Band. Providence, RI: Program in Judaic Studies, Brown University; 2002. pp. 409–18
- Between Genesis and Sophocles: Biblical Psychopolitics in A. B. Yehoshua's Mr. Mani By: Feldman, Yael S.. IN: Cutter and Jacobson, History and Literature: New Readings of Jewish Texts in Honor of Arnold J. Band. Providence, RI: Program in Judaic Studies, Brown University; 2002. pp. 451–64
- A Story of Sweet Perdition: Mr. Mani and the Terrible Power of a Great Obsession By: Morahg, Gilead IN: Banbaji, Ben-Dov and Shamir, Intersecting Prespectives: Essays on A. B. Yehoshua’s Oeuvre. Hakibbutz Hameuchad (Tel Aviv, 2010), pp. 213–225.